# Всемирная конференция по правам человека
Всемирная конференция по правам человека (англ. World Conference on Human Rights) — Первая конференция по правам человека, проведенная после завершения Холодной войны. Была проведена Организацией Объединенных Наций в Вене, Австрия с 14 по 25 июня 1993 года. Главным итогом конференции стала Венская декларация и Программа действий.

## Предпосылки
Несмотря на то что Организация Объединенных Наций уже давно работает в области прав человека, Венская конференция была только второй мировой конференцией сосредоточенной исключительно на правах человека. Первой была Международная конференция по правам человека, проведенная в Тегеране, Иран, с апреля по май 1968 года в честь двадцатой годовщины Всеобщей декларации прав человека.
Венская конференция проводилась в то время, когда международные конференции были достаточно популярными, наряду с Конференцией ООН по окружающей среде и развитию, состоявшейся в Рио-де-Жанейро, Бразилия, в июне 1992 года, и Международной конференцией по народонаселению и развитию в Каире, Египет в сентябре 1994 года. Такие конференции рассматривались как способ продвижения глобального участия, и рассматривались в качестве вероятного существенно нового способа влиять на направление международного сообщества.
Идея проведения Всемирной конференции по правам человека была предложена ещё в 1989 году, однако в то время из-за Холодной войны проведение данной конференции не представлялось возможным. По окончании Холодной войны появилась надежда что Организация Объединенных Наций, которая из-за противостояния двух сверхдержав в те годы практически не функционировала, возобновит свою работу.

Подготовка к конференции, а также ряд региональных встреч и заседаний, проводились в Женеве, Швейцария, в 1991 году. Было приложено много усилий чтобы разработать идеи, которые помогут странам достичь договоренности. В 1992-м году Генеральной Ассамблеей ООН было принято решение о повестке дня для предстоящей конференции. Пьер Сане, (фр. Pierre Sané) бывший в то время Генеральным секретарем Amnesty International был обеспокоен тем, что конференция может представить собой шаг назад в области прав человека. Он добавил: 
Не удивительно что правительства не очень полны энтузиазма.
В конце концов они и есть те, кто нарушает права человека.

## Конференция
Во Всемирной конференции по правам человека приняли участие представители 171 государства и 800 неправительственных организаций. В общей сложности в ней приняло участие около 7000 человек. Это сделало конференцию по правам человека крупнейшей в истории. Она была организована экспертом в области прав человека Джоном Пейсом.
В преддверии конференции было много дискуссий о том, что может, и чего не может быть сказано на ней. В правилах говорится, что ни одна страна, и ни одно конкретное место не может быть упомянуто в связи с нарушениями прав человека. Даже страны которые участвуют в конфликтах, такие как Босния и Герцеговина, Ангола, и Либерия, и те, которые подвергаются постоянной критике в области прав человека, такие как Китай и Куба. Проблему прав человека предлагалось обсуждать абстрагировавшись от конкретных стран, в результате чего газета The New York Times даже написала, что конференция проходила «В атмосфере странно удаленной от реальности». В частности продолжающаяся Боснийская война, которая происходила всего в часе полета от Вены, свидетельствовала о том, что новая эра международного сотрудничества ещё не наступила.

На конференции также глобально поднимались такие темы как права женщин, права коренных народов, права меньшинств, и многое другое в контексте всеобщих политических и экономических прав. Особенно много внимания на конференции было уделено правам женщин. Западные страны говорили о том, что все человеческие права распространяются и на женщин, в то время как другие страны говорили о том, что права человека в разных странах должны толковаться по-разному, и универсальное толкование представляет собой вмешательство в их внутренние дела. Последняя группа была во главе с Китаем, Сирией, Ираном, а также включала в себя ряд азиатских стран, таких как Малайзия, Индонезия, Вьетнам, и Сингапур. В день открытия конференции, государственный секретарь США Уоррен Кристофер выступил категорически против разночтений, сказав:
Мы не можем позволить культурному релятивизму стать последним убежищем от репрессий.
Бывший член Палаты представителей США, кандидат на пост вице-президента Джеральдин Ферраро была одним из участников в значительной степени заинтересованных в правах женщин.
Несмотря на оказываемое давление со стороны Китайской Народной Республики, Далай-лама XIV был в состоянии выступить с докладом по вопросам человеческих обязанностей.

## Результаты
Основным результатом Всемирной конференции по правам человека стала Венская декларация и Программа действий, которая была сформулирована в конце встречи и принята на основе консенсуса 171 государства, 25 июня 1993 года. Она установила взаимосвязь демократии, экономического развития, и прав человека, призвала к защите прав женщин, детей, и коренных народов, обратилась с просьбой увеличить финансирование для Центра ООН по правам человека, и самое главное, призвала к созданию нового офиса Управления Верховного комиссара ООН по правам человека.
Впоследствии Генеральная Ассамблея Организации Объединенных Наций одобрила заявление в рамках резолюции 48/121. Также 20 декабря 1993 года был создал пост Верховного комиссара Организации Объединенных Наций по правам человека.
К началу 2000-х годов, все из явных пунктов, рекомендованных в Венской декларации и Программы действий, были выполнены в полном объёме или частично. Конференция также подчеркнула важность участия неправительственных организаций в инфраструктуре по защите прав человека.